# Katerina Sakellaropoulou

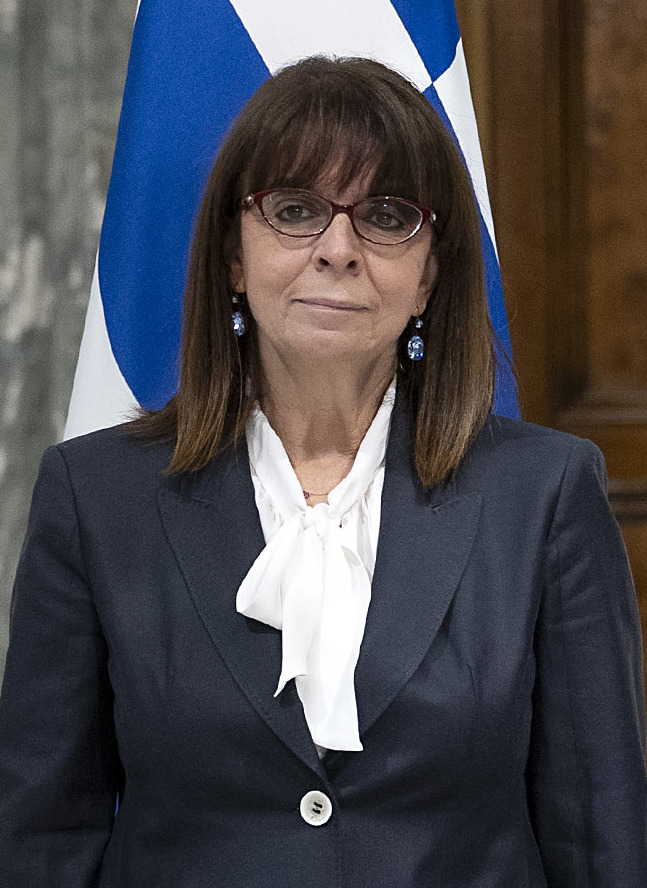
Katerina Sakellaropoulou 2020

Katerina Sakellaropoulou (griechisch Αικατερίνη Σακελλαροπούλου Ekateríni Sakellaropoúlou; * 30. Mai 1956 in Thessaloniki) ist eine griechische Juristin. Sie war von 2020 bis 2025 Staatspräsidentin Griechenlands.  Von Oktober 2018 bis Januar 2020 war sie Präsidentin des Staatsrats, des obersten Verwaltungs- sowie Verfassungsgerichts Griechenlands.

## Leben und Werdegang
Sakellaropoulou wurde 1956 in Thessaloniki geboren. Die Familie ihrer Mutter, Aliki Paraskeva, stammt ursprünglich aus der Region um Xanthi. Ihr Vater, Nikolaos Sakellaropoulos, war ebenfalls Jurist im Staatsdienst, vorrangig als Vizepräsident des Areopags, des obersten Gerichts der Zivil- und Strafgerichtsbarkeit in Griechenland.
Die Familie zog 1964 nach Athen. Dort machte Sakellaropoulou 1974 ihren Schulabschluss am Arsakio-Gymnasium in Psychiko  und begann mit dem Jurastudium an der Universität Athen, welches sie 1978 erfolgreich abschloss.
1982 wurde sie zur Beisitzerin im griechischen Staatsrat, dem höchsten Verwaltungs- sowie Verfassungsgericht, berufen. Ab 1988 fungierte Sakellaropoulou als Ratsmitglied in der dritten hohen Kammer des Landes, dem Verwaltungs- und Rechnungshof.
Von 1989 bis 1990 besuchte sie Aufbaustudiengänge zum Thema Staats- und Verwaltungsrecht an der Pariser Universität Panthéon-Assas.
Im Jahr 2000 erfolgte die Beförderung zum Staatsrat und der Wechsel in die fünfte Kammer, die sich im Wesentlichen mit Umweltfragen beschäftigt.
Am 17. Oktober 2018 wurde Sakellaropoulou zur Präsidentin des obersten Verwaltungsgerichtshofes Griechenlands gewählt, nachdem sie diesem schon seit Jahren angehört hatte, seit 2015 als Vizepräsidentin. Nach ihrer Nominierung als Kandidatin für das Amt des griechischen Staatspräsidenten durch den griechischen Ministerpräsidenten und Vorsitzenden der regierenden Nea Dimokratia, Kyriakos Mitsotakis, am 15. Januar 2020 legte sie ihr Amt als Präsidentin des Staatsrats nieder.  Von den Abgeordneten des griechischen Parlaments wurde sie am 22. Januar 2020 mit großer Mehrheit zur Staatspräsidentin gewählt. Am 13. März 2020 trat sie als Nachfolgerin von Prokopis Pavlopoulos das Amt an. Sakellaropoulou war die erste Frau, die dieses Amt bekleidete. Bei der Präsidentschaftswahl 2025 kandidierte sie nicht erneut. Ihr folgte am 13. März 2025 Konstantinos Tasoulas nach.

## Politische Einstellungen
Katerina Sakellaropoulou gehört keiner politischen Partei an, gilt allgemeinhin jedoch als progressiv und liberal. Ihre Arbeitsweise wird als unvorhersehbar und unpolitisch eingeschätzt. Ihre hohe Reputation, sowohl im konservativen Lager als auch in der linksgerichteten Syriza, ermöglichte bei ihrer Einsetzung einen breiten Konsens, obwohl ihre gerichtliche Vita der konservativen Politik häufig widerspricht.
Sie war Mitveröffentlichende an mehreren Denkschriften zu Verfassungs- und Umweltthemen, unter anderem den Umweltschutz im Zuge der Finanzkrise betreffend. Des Weiteren ging sie stetig gegen das Problem des illegalen Bauens vor, das in ganz Griechenland im großen Stile gängige Praxis ist. Nach ihrer Ausbildung in Paris lehrte sie Umweltrecht an der Richterschule in Thessaloniki.

## Privatleben
Sakellaropoulou ist geschieden und hat eine Tochter. Sie lebt in Athen mit ihrem Lebensgefährten Pavlos Kotsonis, der ebenfalls Jurist ist.
Sie gilt als äußerst kunstinteressiert und ist Fan des Fußballvereins Aris Saloniki.